# Коваленко, Илья Александрович
Илья́ Алекса́ндрович Ковале́нко (укр. Ілля Олександрович Коваленко; род. 20 марта 1990, Каланчак, Херсонская область) — украинский футболист, полузащитник вышгородского «Диназа». Финалист Кубка Украины.

## Игровая карьера
Начал заниматься футболом в родном посёлке Каланчак Херсонской области. Первый тренер — Сергей Панчин. Впоследствии обучался в ДЮСШ «Сталь» (Днепродзержинск). В 2009 году выступал за основную команду во Второй лиге. В 2010 году перешёл в клуб Премьер-лиги «Кривбасс» (Кривой Рог), в котором был игроком дублирующего состава. На протяжении года играл в Первой лиге за ахтырский «Нефтяник-Укрнефть» на условиях аренды. В первой половине сезона 2012/13 играл на правах аренды за клуб Второй лиги «Горняк» (Кривой Рог). Весной 2013 года перешёл в перволиговую «Полтаву», за которую выступал до зимы.
В 2014 году стал игроком киевской «Оболони-Бровар». В сезоне 2014/15 в составе команды выиграл серебряные медали Второй лиги, в следующем чемпионате — бронзовые медали Первой лиги. В летне-осенней части сезона 2016/17 забил 10 голов, став лучшим бомбардиром команды и одним из лучших в Первой лиге. Включён в символические сборные первой части сезона по версии сайтов Sportarena.com, football.ua и Спорт-Экспресс в Украине. «Оболонь» в то время выступала неудачно и находилась в середине турнирной таблицы. В ноябре 2016 года появилась информация, что во время зимнего перерыва Коваленко может покинуть команду. Среди претендентов на игрока назывались клубы Премьер-лиги, «Десна» (Чернигов) и «Черкасский Днепр».
В январе 2017 года прибыл на просмотр в «Десну», имеющей задачу выхода в Премьер-лигу. Прошёл с командой сборы в Белоруссии и Турции. 24 февраля подписал контракт с «Десной» сроком на 3,5 года. «Оболонь-Бровар» получила за его переход денежную компенсацию. Первый матч в составе команды, в котором он вышел на замену на 71 минуте, состоялся 25 марта 2017 года и завершился нулевой ничьей с «Буковиной». В сезоне 2016/17 «Десна» заняла 2-е место в Первой лиге, получив право на переход в Премьер-лигу.
В 2018 году перешёл на правах аренды в петровский «Ингулец», с которым в марте 2019 года подписал контракт сроком на 3 года. В сезоне 2018/19 «Ингулец» стал первой в истории украинского футбола командой не из высшего дивизиона, которая вышла в финал Кубка Украины. В финальном матче, в котором его команда проиграла «Шахтёру» со счётом 0:4, Коваленко вышел в стартовом составе и провёл на поле 90 минут.

## Стиль игры
Быстрый и техничный игрок, который задействует дриблинг, обводку и смещения с фланга в центр с последующим ударом. Хорошо проявляет себя при игре один в один и в комбинационной игре.

## Достижения
«Сталь»
- Бронзовый призёр Второй лиги: 2008/09.

«Оболонь-Бровар»
- Бронзовый призёр Первой лиги: 2015/16.
- Серебряный призёр Второй лиги: 2014/15.

«Десна»
- Серебряный призёр Первой лиги: 2016/17.

«Ингулец»
- Финалист Кубка Украины: 2018/19.